# Ограда

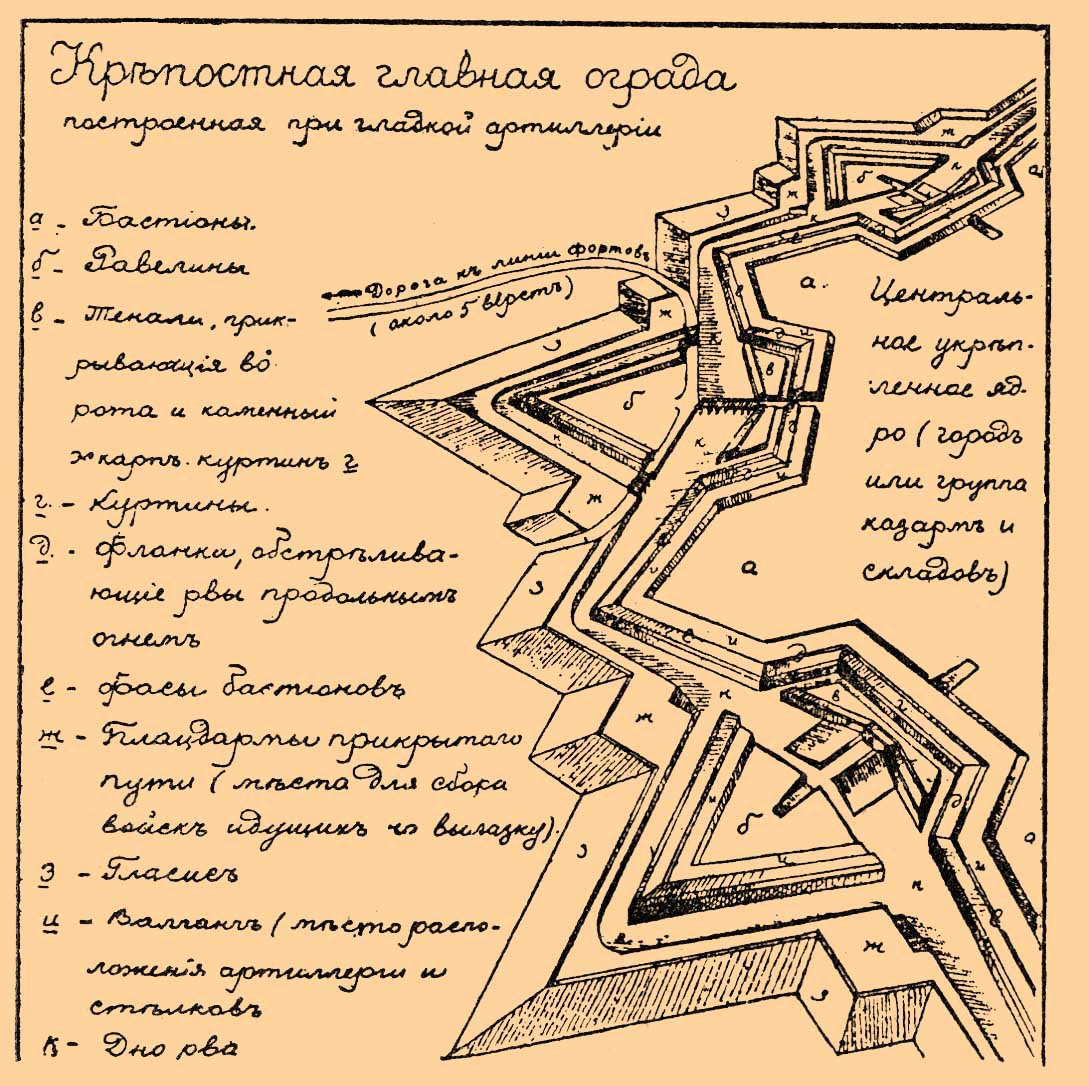
Крепостная главная ограда.

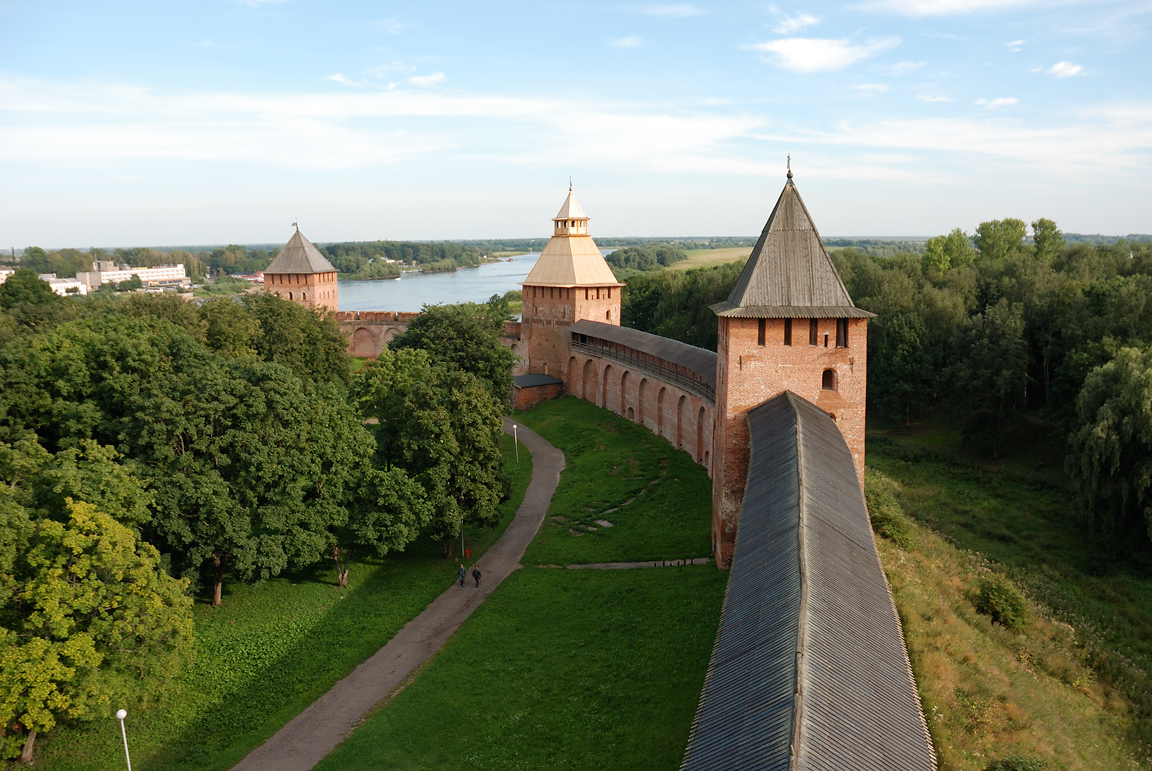
Ограда и башни Новгородского детинца.

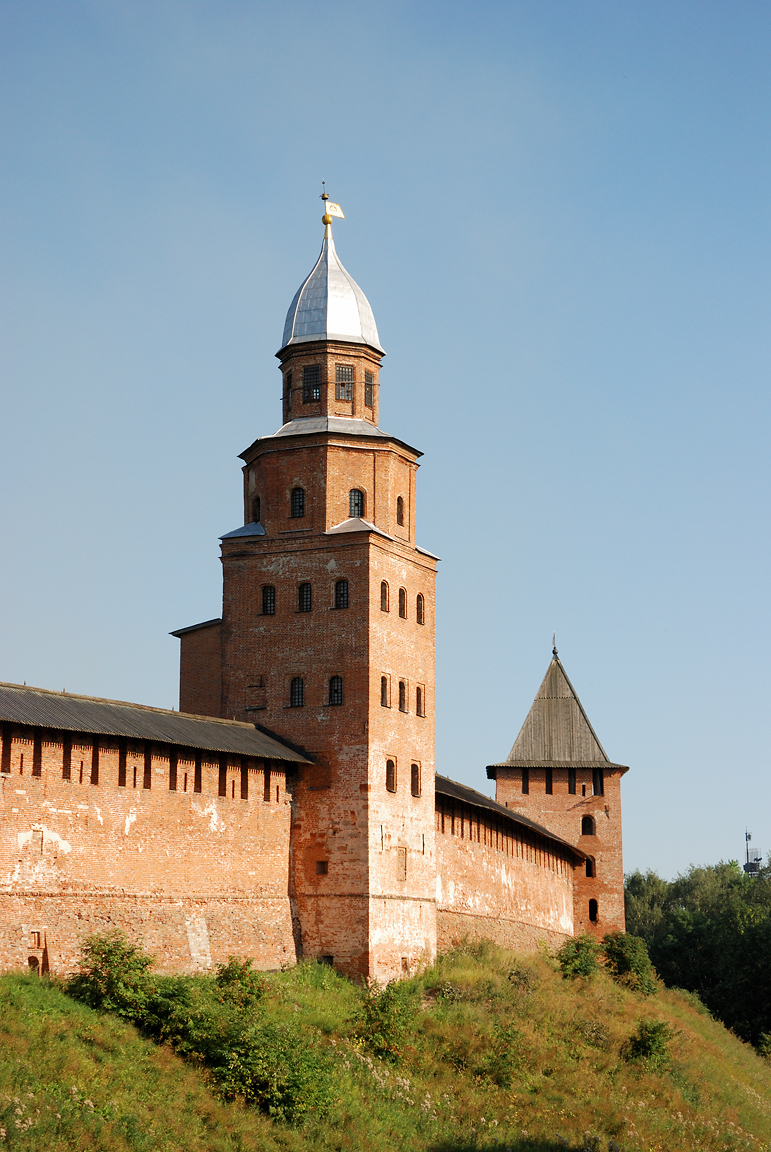
Ограда и Башня Кокуй, Новгородского кремля.

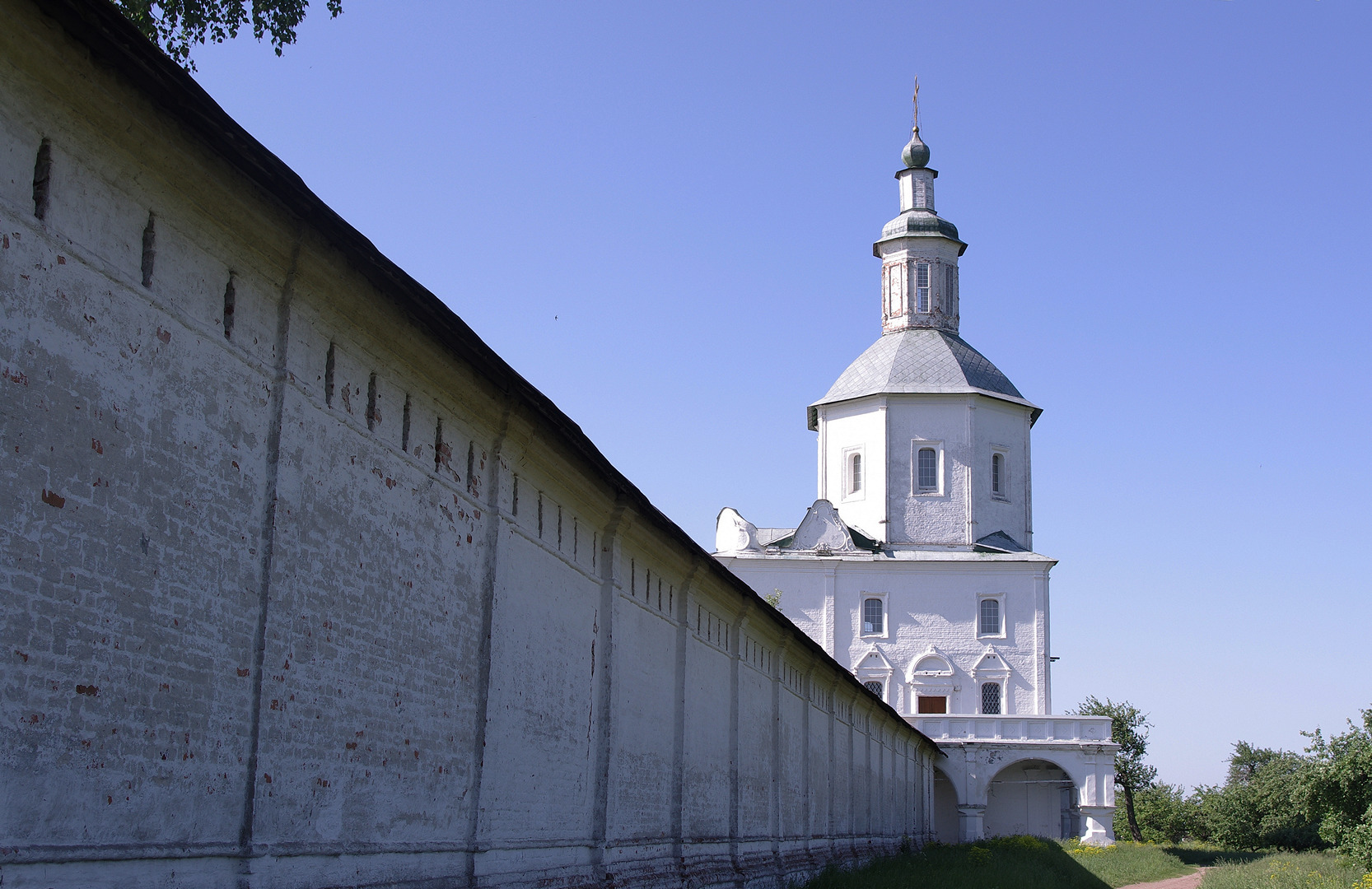
Ограда Свенского монастыря.

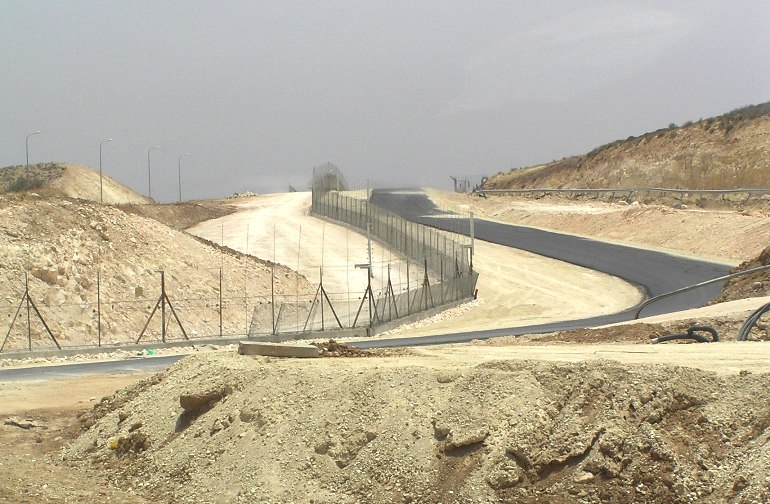
Ограда от Западного берега реки Иордан.

Ограда — сооружение, заграждение служащее для обороны (защиты) от неприятеля.
Главная (центральная) ограда — главное (центральное) укрепление крепости, имевшее сплошную круговую ограду вокруг ядра крепости и состоявшее из валов со рвом впереди, соединяющих отдельные опорные пункты — верки крепости (форты, бастионы). Рвы получали продольную оборону из фланкирующих построек опорных пунктов или из отдельно расположенных сооружений. Назначение главной (центральной) ограды защита ядра крепости от атаки открытой силой и служить тыловой позицией на случай прорыва противника через промежутки между верками крепости (фортами, бастионами).
Ограда из острых кольев и плетня, устраиваемую во время осады неприятельских городов, на Руси (в России), называлась острог.
Оборонительную ограду обозначал древний русский термин — плот.
Наружную оборонительную ограду обозначал древний русский термин — охабень.
Крепостную ограду, то есть крепостные стены или валы, обозначал древний русский термин — оплот.
Земляную ограду, то есть вал, обозначал древний русский термин — осыпь.
Наружную оборонительную ограду в городах, имевших несколько оград, обозначал древний русский термин — окольный город.
Ограда на балконе, мосту, набережной называется парапет.

## История
Издревле человек старался защититься от хищников и врагов, оградить место своего нахождения, и едва древний человек построил своё собственное жилище, возникла насущная потребность — защитить его от вторжения врага. Для защиты от врагов человек находил место защищенное естественными преградами в виде болот, вод, отвесных стен скалистых утёсов. Но иногда этого было не достаточно и человек стал создавать искусственные защитные сооружения: врывать в землю колья, которые оплетал толстым хворостом, располагал засеки, наконец, отрывались рвы и насыпали земляные валы. Так появились первобытные ограды. С появлением первых государств и вооружённых сил ограды стали использовать также для обеспечения боевых действий, и первыми типами долговременных и полевых укреплений были оборонительные ограды из земляных (каменных) валов и рвов, которые усиливались деревянным палисадом. В соответствии с наличием и доступностью местного материала и устраивалась ограда. Она могла быть из земли, из дерева, из камня или комбинированная, то есть применялись все перечисленные материалы. Ограды упоминаются у древнего греческого писателя Геродота. Ограды из дерева и земли применялись обычно в странах богатых лесом (например, в древней Руси). Наиболее характерным типом древних русских оград являются деревянные ограды, начавшие входить в употребление с IX века. Обильный материал для их устройства давали громадные леса России. Но деревянную ограду можно сжечь, а вот камень — только разрушить, и поэтому позднее стали строить каменные ограды. Они появились в России в первой половине XI века. Древнейшими и наиболее замечательными памятниками русских каменных оград являются: ограда Киева, заложенная Ярославом в 1037 году, ограда Новгородского кремля, стена Китай-города в Москве, стены городов Смоленска, Коломны, Порхова и Пскова.
Позже ограда в военных действиях, как оборонительное заграждение потеряла свою актуальность, осталось только декоративная и защитная функция.
В 2002 году Израиль из соображений защиты от террористических акций начал строительство ограды от Западного берега реки Иордан.

## Виды
- Стационарная ограда
  - Ретраншамент — внутренняя оборонительная ограда, располагаемая позади и параллельно главной.
  - Кронверк, горнверк и другие — внешние вспомогательные крепостные ограды впереди главной.
  - Анвелопа, контргард, кyврфас, анвелопа — внешние вспомогательные оборонительные ограды из валов и рвов, расположенные впереди главной крепостной ограды.
- Переносная ограда

В старину переносная ограда из жердей, называлась «вор», «ворон», «воры». Например применялась: при перенесении мощей Бориса и Глеба в 1115 году, для защиты их от сильного стечения и давки народа, или употреблялась при осаде крепостей, немцами при осаде Изборска в 1369 году, или для заграждения, «затвора» бродов (в 1407 году псковичи встретили немцев на броду у Выбута, «а броды вси бяху затворены ворами»).

## Типы
В зависимости от используемого материала различают следующие ограды:
- Земляная ограда;
- Деревянная ограда;
- Каменная ограда;
- Металлическая ограда;
- Железобетонная ограда;
- Ограда смешанного типа.